# Torda
Torda (izvirno srbsko Торда; madžarsko Torda) je naselje v Srbiji, ki upravno spada pod Občino Žitište; slednja pa je del Srednjebanatskega upravnega okraja.

## Demografija
V naselju živi 1409 polnoletnih prebivalcev, pri čemer je njihova povprečna starost 41,8 let (39,5 pri moških in 43,9 pri ženskah). Naselje ima 651 gospodinjstev, pri čemer je povprečno število članov na gospodinjstvo 2,72.
To naselje je v glavnem madžarsko (glede na rezultate popisa iz leta 2002), a v času zadnjih treh popisov je opazno zmanjšanje števila prebivalcev.
|  |

| Demografija | Demografija     | Demografija     |
| Leto        | Št. prebivalcev | Št. prebivalcev |
| ----------- | --------------- | --------------- |
|             |                 |                 |
|             |                 |                 |
|             |                 |                 |
|             |                 |                 |
| 1948        | 4172            |                 |
| 1953        | 4085            |                 |
| 1961        | 3803            |                 |
| 1971        | 3345            |                 |
| 1981        | 2697            |                 |
| 1991        | 2183            | 2118            |
| 2002        | 1792            | 1771            |
|             |                 |                 |

| Etnična sestava po popisu iz leta 2002 | Etnična sestava po popisu iz leta 2002 | Etnična sestava po popisu iz leta 2002 | Etnična sestava po popisu iz leta 2002 | Etnična sestava po popisu iz leta 2002 |
| -------------------------------------- | -------------------------------------- | -------------------------------------- | -------------------------------------- | -------------------------------------- |
| Madžari                                | Madžari                                |                                        | 1.533                                  | 86,56%                                 |
| Romi                                   | Romi                                   |                                        | 82                                     | 4,63%                                  |
| Srbi                                   | Srbi                                   |                                        | 46                                     | 2,59%                                  |
| Jugoslovani                            | Jugoslovani                            |                                        | 10                                     | 0,56%                                  |
| Hrvati                                 | Hrvati                                 |                                        | 6                                      | 0,33%                                  |
| Romuni                                 | Romuni                                 |                                        | 2                                      | 0,11%                                  |
| Nemci                                  | Nemci                                  |                                        | 1                                      | 0,05%                                  |
| Neznano                                | Neznano                                |                                        | 1                                      | 0,05%                                  |